# صوفيا بلانكو
صوفيا بلانكو (بالإسبانية: Sofía Blanco)‏ هي مغنية وكاتبة غنائية غواتيمالية، ولدت في 18 سبتمبر 1953 في ليفينغستون ‏ في غواتيمالا.